# Okręg Tarbes
Okręg Tarbes (fr. Arrondissement de Tarbes) – okręg w południowo-zachodniej Francji. Populacja wynosi 139 tysięcy.

## Podział administracyjny
W skład okręgu wchodzą następujące kantony:
- Aureilhan,
- Bordères-sur-l'Échez,
- Castelnau-Magnoac,
- Castelnau-Rivière-Basse,
- Galan,
- Laloubère,
- Maubourguet,
- Ossun,
- Pouyastruc,
- Rabastens-de-Bigorre,
- Séméac,
- Tarbes-1,
- Tarbes-2,
- Tarbes-3,
- Tarbes-4,
- Tarbes-5,
- Tournay,
- Trie-sur-Baïse,
- Vic-en-Bigorre.